# Camille Lemonnier
Camille Lemonnier (Ixelles, 24 marzo 1844 – Ixelles, 13 giugno 1913) è stato uno scrittore, giornalista e poeta belga di lingua francese. Narratore particolarmente fertile, nel 1881 scrisse Un maschio (Un Mâle), la sua opera più celebre, in stile impropriamente definito in Italia come verista. Il romanzo fu lodato da Zola e Flaubert, due esponenti di spicco della corrente naturalista.

## Opere
- Salon de Bruxelles (1863)
- Nos Flamands (1869)
- Croquis d'automne (1870)
- Paris-Berlin (1870)
- G. Courbet, et ses œuvres (1878)
- Un Coin de village (1879)
- Un Mâle (1881)
- Le Mort (1882)
- L'Hystérique (1885)
- Happe-chair (1886)
- L'Histoire des Beaux-Arts en Belgique 1830–1887 (1887)
- En Allemagne (1888)
- La Belgique (1888)
- Ceux de la glèbe (1889)
- Le Possédé (1890)
- La fin des bourgeois (1892)
- L'Arche, journal d'une maman (1894)
- La Faute de Mme Charvet (1895)
- L'Ile vierge (1897)
- L'Homme en amour (1897)
- Adam et Eve (1899)
- Au Coeur frais de la forêt (1900)
- C'était l'été (1900)
- Le Vent dans les moulins (1901)
- Le Petit Homme de Dieu (1902)
- Comme va le ruisseau (1903)
- Alfred Stevens et son œuvre (1906)